# Radomír Luža
Radomír Václav Luža (17. října 1922 Praha – 26. listopadu 2009 Pensylvánie, Filadelfie) byl česko-americký historik a politický činitel, představitel domácího odboje. Podílel se na vydávání čtvrtletníku Svědectví, jednoho z nejvýznamnějších exilových periodik.

## Život
Narodil se v rodině legionáře a pozdějšího generála Československé armády Vojtěcha Borise Luži, jednoho z klíčových představitelů československého odboje za druhé světové války. Stejně jako jeho otec se zapojil do partyzánského hnutí a na sklonku války se stal velitelem asi tisícičlenné partyzánské brigády operující v okolí Brna. V říjnu 1944 byli skupinou vedenou Lužou zastřeleni příslušníci přibyslavské četnické stanice, což se později stalo předmětem kontroverzí. Po válce vystudoval práva na Masarykově univerzitě v Brně a tehdy také vstoupil do sociální demokracie. Za svou politickou angažovanost byl však po únorovém převratu označen za nepřítele lidové demokracie a zbaven všech veřejných funkcí. Odešel do exilu, nejprve do Francie a pak do USA, kde žil s přestávkami až do své smrti. Angažoval se v exilových organizacích a v létě 1948 připravoval odchod Edvarda Beneše na Západ, k němuž však kvůli prezidentově zdravotnímu stavu nakonec nedošlo.
Zakotvil v univerzitním prostředí (studoval i na pařížské Sorbonně) a postupně se stal respektovaným odborníkem na nejnovější dějiny českého a německého prostoru. Jeho kniha o vysídlení sudetských Němců se stala prvním a nadlouho jediným dílem na toto téma. Od roku 1967 působil na Tulane University v New Orleans a v 90. letech také na FF MU. Navzdory jeho aktivitě v Mezinárodním svazu socialistické mládeže byl trvale sledován StB. Po sametové revoluci se účastnil obnovy Československé sociální demokracie a podílel se na práci organizací orientovaných na svobodu a vlastenectví. V roce 1995 byl povýšen do hodnosti plukovníka v záloze a o rok později mu byl udělen Řád T. G. Masaryka. Vedle toho obdržel i ocenění na poli vědy. Dnes jeho jméno nese cena udělovaná v oboru středoevropských dějin.

## Dílo
- Seznam děl v Souborném katalogu ČR, jejichž autorem nebo tématem je Radomír Luža
- The Transfer of the Sudeten Germans. A Study of Czech-German Relations, 1933–1962. New York : New York University Press, 1964.
- History of the International Socialist Youth Movement. Leyden : Sijthoff, 1970.
- Austro-German relations in the anschluss era. Princeton : Princeton University Press, 1975.
- The resistance in Austria, 1938–1945. Minneapolis : University of Minnesota Press, 1984.
- Československá sociální demokracie. Kapitoly z let exilu 1948–1989. Praha : Československé dokumentační středisko ; Brno : Doplněk, 2001.
- The Hitler kiss. A memoir of the Czech resistance. Baton Rouge : Louisiana State University Press, 2002. (s C. Vella)
- V Hitlerově objetí : kapitoly z českého odboje, Praha, Torst 2006.

## Ocenění
- Československý válečný kříž 1939 (1946)
- Medaile za chrabrost  (1946)
- Medaile Za zásluhy (1946)
- Medaile Josefa Hlávky (1993)
- Řád Tomáše Garrigua Masaryka  3. třídy (1996)
- Čestný odznak Za vědu a umění  Čestný kříž I. třídy (1997, Rakousko)
- Medaile za chrabrost  (2005, Rusko)
- Medaile Františka Palackého (2007)